# Liste der Monuments historiques in Saint-Germain-de-Salles
Die Liste der Monuments historiques in Saint-Germain-de-Salles führt die Monuments historiques in der französischen Gemeinde Saint-Germain-de-Salles auf.

## Liste der Bauwerke
| Bezeichnung       | Beschreibung                       | Standort | Kennzeichnung | Schutzstatus | Datum | Bild           |
| ----------------- | ---------------------------------- | -------- | ------------- | ------------ | ----- | -------------- |
| Château de Salles | Schloss, erbaut im 16. Jahrhundert | (Lage)   | PA00093274    | Inscrit      | 1947  | weitere Bilder |